# ترژاک (الکساندرواک)
ترژاک (الکساندرواک) (به لاتین: Tržac (Aleksandrovac)}} یک منطقهٔ مسکونی در صربستان است که در الکساندراواک واقع شده‌است.

## خصوصیات
ترژاک ۲۴۱ نفر جمعیت دارد.